# Halocarpus biformis
Halocarpus biformis е иглолистно дърво, характерно за Нова Зеландия, с разперени клони и заоблена корона. Достига до 10 м. Вирее на височини до 1400 м. Поленовите му шишарки са единични, дълги около 4 мм, разположени на върховете на разклоненията. Семената са единични, рядко по двойки, продълговати, набраздени, с дължина 2 – 3 мм, в оранжева перла.
Научното наименование на този вид идва от гръцкия език: ἅλς и καρπός.